# Свинья путешественника во времени
«Свинья путешественника во времени» (англ. The Time Traveler’s Pig) — 9 серия 1 сезона американского мультсериала «Гравити Фолз».

## Сюжет
Дядя Стэн устроил дешёвую ярмарку, где все аттракционы крайне небезопасны из-за своей старости и жадности Стэна. Дабы не привлечь внимание полиции, Стэн заставляет детей клеить липовые документы о техосмотре. Таинственным образом во время строительства Стэн теряет свою отвёртку. В следующем кадре мы наблюдаем за тем, как некий незнакомец при помощи этой отвёртки становится невидимым.
Сам дядя Стэн садится в аттракцион, целью которого является попадание в мишень, которая ведёт к тому, что Стэн упадёт в холодную воду. Но из-за хитрости Стэна (и умелости Зуса) рычаг не работает и сбить Стэна практически невозможно (по словам Зуса, только какой-нибудь лазерной пушкой).
Мэйбл выигрывает свинью, которую называет Пухлей. Гуляя с Венди, Диппер натыкается на один из аттракционов, цель которого сбить бейсбольным мячом несколько бутылок. В игре Диппер случайно попадает в глаз Венди, после чего Робби подходит к ней и прикладывает к ушибу мороженое. Венди считает это проявление заботы невероятно милым и, согласившись быть его девушкой, уезжает с ним в Туннель Любви и корн-догов. Огорчённый Диппер не знал, что делать, пока не встречает того человека, который сбил его по пути к Венди и которого мы видели до начальной заставки с отвёрткой Стэна. Блендин Блэндин — путешественник во времени, который прибыл в это время, чтоб исправить аномалии. Диппер долго упрашивал его дать ему машину времени, но тот не под каким предлогом не соглашался. Тогда Мэйбл дала ему билеты на аттракционы, что бы тот в свою очередь отдохнул. Пока Блендин развлекался, Мэйбл и Диппер стащили машину времени и отправились ровно на 6 часов в прошлое, чтобы исправить несчастный случай с Венди и она не стала девушкой Робби.
Но как бы Диппер ни старался, у него никак не получалось попасть в мишень, не попадав в глаз Венди. Тогда он решает задействовать Мэйбл. Ему удалось попасть прямо в цель, но Мэйбл из-за этого не сможет выиграть свинью. У близнецов появляется спор, из-за которого они перемещались в разные времена, создав кучу аномалий.
Все же Дипперу пришлось уступить сестре, так как он не может разбить её сердце. Блендин забрал машину времени, но ему пришлось исправлять все аномалии. А дядю Стэна все таки сбили в воду на аттракционе с помощью лазерной пушки из будущего.

## Вещание
В день премьеры эпизод посмотрели 4,14 млн человек.

## Отзывы критиков
Обозреватель развлекательного веб-сайта The A.V. Club Аласдер Уилкинс поставил эпизоду оценку «B+», отметив, что «серия показывает то, что Диппер и Мэйбл находятся всегда рядом друг с другом, и, что ещё важнее, это их первый порыв — сделать другого счастливым». Большая часть эпизода, как отмечает критик, больше похожа на «День сурка», чем на типичную историю о путешествии во времени, потому что Диппер снова и снова переживает, казалось бы, неизбежный момент, когда он случайно попадает бейсбольным мячом в глаз Венди. Уилкинс пишет:
Действительно, те, кто надеется на стремительное путешествие в прошлое и будущее, могут немного разочароваться, так как близнецы Пайнс не путешествуют во времени почти до половины эпизода и не покидают ярмарку до последней трети. Однако затянувшаяся подготовка важна для того, чтобы показать, как сильно Диппер переживает из-за того, что Венди ушла с Робби, и как сильно, по-своему забавно, Мэйбл любит Пухлю. Без них эмоциональная кульминация не была бы такой разрушительной.

Диппер, всегда не любивший признавать своё бессилие, отмахивается от идеи того, что время против него, и эпизод приобретает уморительно нестандартный, маниакальный тон, когда он пытается победить волю Вселенной. В частности, его единственная попытка выпутаться из всей этой неразберихи, спросив Венди, действительно ли ей нужна плюшевая игрушка неопределённого вида, вызывает удивительно мрачную реплику: „Больше всего на свете, Диппер“. Трудно поверить, что Венди действительно так заботится об этом, но в этом-то и смысл — вселенная немного зациклилась, пытаясь сохранить хронологию событий. Тот факт, что Гравити Фолз присоединяется к таким замечательным городам, как Спрингфилд и Пауни, в своей готовности сжигать людей как ведьм по первому требованию, только усиливает общее безумие последовательности эпизода.
В эпизоде есть диалоги, в которых много забавного с непреднамеренными многозначительными репликами, где, по мнению критика, мультсериал отсылает к «Футураме», когда был пик её развития.

## Криптограммы
В финальных титрах присутствует код, который после расшифровки отсылает на Герберта Уэллса, автора книги «Машина времени».